# Absolutely Anything
Absolutely Anything er en britisk science fiction/komediefilm, som handler om Neil, der bliver udvalgt af aliens og modtager magiske kræfter.
Skolelæreren Neil spilles af Simon Pegg. Desuden medvirker Kate Beckinsale og Monty Python, der lægger stemmer til aliens. Robin Williams lægger stemme til Neils hund, Dennis.
Absolutely Anything er instrueret af Monty Python-medlemmet Terry Jones.

## Skuespillere
- Simon Pegg som Neil Clarke
- Kate Beckinsale som Catherine West
- Sanjeev Bhaskar som Ray
- Rob Riggle som Colonel Grant Kotchev
- Robert Bathurst som James Cleverill
- Eddie Izzard som Headmaster og Mr. Robinson
- Joanna Lumley som Fenella
- Marianne Oldham som Rosie
- Emma Pierson som Miss Pringle
- Meera Syal som Fiona Blackwell
- Mojo the Dog som Dennis the Dog

### Stemmer
- John Cleese som Chief Alien
- Terry Gilliam som Nasty Alien
- Eric Idle som Salubrious Gat
- Terry Jones som Scientist Alien
- Michael Palin som Kindly Alien
- Robin Williams as stemmen til Dennis the Dog